# 戦闘機対戦車
『戦闘機対戦車』（せんとうきたいせんしゃ、原題：Death Race）は、1973年に放映されたアメリカ合衆国のテレビ映画。

## ストーリー
エル・アラメインの戦いが終ろうとしていた1942年11月、ドイツ軍が撤退した北アフリカ戦線上をP-40で飛行していたアメリカ軍のデル・カルペッパー中尉は、燃料補給のため降りたイギリス軍の燃料補給基地で、ウェーブリー少将からドイツ軍が設置した砂漠の地雷処理を任せられる。
カルペッパー中尉は渋りながらも、イギリス軍のマクミラン少佐と共に地雷処理に向かったが、少佐がドイツ軍を見つけ攻撃する。しかし、ドイツ軍のパイムラーによる反撃を受け少佐の戦闘機が撃墜されてしまう。カルペッパーは少佐を助けに行くが、パイムラーが指揮するドイツ軍のシャーマン戦車がとどめを刺そうやってくる。2人は砲撃を受け、翼端が破損した上、冷却液が漏れて飛行が困難となった戦闘機に乗ってドイツ戦車から逃げ延びようとする。
かくて、広大な砂漠を舞台に戦闘機対戦車の追跡劇が始まる。

## キャスト
| 役名                       | 俳優                   | 日本語吹替                     |
| 役名                       | 俳優                   | NETテレビ版                    |
| -------------------------- | ---------------------- | ------------------------------ |
| デル・カルペッパー中尉     | ダグ・マクルーア       | 新克利                         |
| ハンス・パイムラー         | ロイド・ブリッジス     | 穂積隆信                       |
| アーノルド・マクミラン少佐 | ロイ・シネス           | 横森久                         |
| ベッカー一等兵             | デニス・デューガン     | 嶋俊介                         |
| ベルケ中尉                 | デニス・ラッカー       | 仲村秀生                       |
| シュテッファー             | エリック・ブレーデン   | 中田浩二                       |
| ハフマン一等兵             | ブレンドン・ブーン     | 青野武                         |
| 英軍無線技士               | クリストファー・ケリー | 小森明                         |
| ウェーブリー少将           | アイヴァー・バリー     | 村松康雄                       |
| 不明 その他                |                        | 仁内達之                       |
|                            |                        |                                |
| 演出                       | 演出                   | 高桑慎一郎                     |
| 翻訳                       | 翻訳                   | 鈴木導                         |
| 効果                       | 効果                   | 大野義信                       |
| 調整                       | 調整                   | 山田太平                       |
| 制作                       | 制作                   | グロービジョン                 |
| 解説                       | 解説                   | 筈見有弘                       |
| 初回放送                   | 初回放送               | 1975年5月17日 『土曜映画劇場』 |

- 「戦闘機VS戦車・熱砂の戦い」という別タイトルもある[2]。

## スタッフ
- 監督：デヴィッド・ローウェル・リッチ
- 製作：ハーヴ・ベネット、テリー・K・ミード
- 脚本：チャールズ・クエンストル
- 撮影：テリー・K・ミード
- 音楽：ハル・ムーニー、ミルトン・ローゼン
- 編集：レス・グリーン、カール・ピンギトア